# るろうに剣心 -明治剣客浪漫譚-
『るろうに剣心 -明治剣客浪漫譚-』（るろうにけんしん めいじけんかくろまんたん）は、和月伸宏による日本の漫画、およびそれを原作としたメディアミックス。『週刊少年ジャンプ』（集英社）において、1994年から1999年まで連載された。略称は「るろ剣」。2017年9月からは続編である『るろうに剣心 -明治剣客浪漫譚・北海道編-』が『ジャンプスクエア』10月号より連載中。

## 作品解説
『週刊少年ジャンプ』（集英社）の1994年19号から1999年43号まで連載された。全255話（話数のカウントは「第○○幕」）。1994年のオーディオブック化を最初にテレビアニメ化や映画・OVAとメディアミックス展開もなされ、2012年には実写映画も公開された。タイトルの「るろうに」とは流れ者や放浪者を意味する本作品の造語であり、漢字表記は「流浪人（るろうにん）」。登場人物の名前には、作者の出身地である新潟県、特に旧越路町を含めた長岡市に関係のある地名などが多く使われている。
明治時代初期の日本を舞台としており、ストーリー自体はオリジナルのものだが、赤報隊や新選組、明治11年（1878年）5月14日に起きた大久保利通暗殺事件（紀尾井坂の変）など、史実や実在人物を絡ませている。連載前は編集者に「『ジャンプ』で歴史物は受けない」、「明治時代は漫画にするには難しすぎる」と言われたが、その前評判を跳ね返して人気を博した。2020年10月時点で電子版を含めた全世界シリーズ累計発行部数は7200万部を突破している。
本編終了後に後日談的な話として『弥彦の逆刃刀』（完全版に収録。週刊少年ジャンプ2000年3・4合併号掲載）、番外編『春に桜』（公式ファンブック『剣心華伝』収録。のちに完全版にも収録）の読切がある。なかでも『弥彦の逆刃刀』は発表時に作者が「これで剣心の物語は完結です」と、同作がこの話によって完結を迎えたことを明かしている。本編を完結させた際に担当と「人気絶頂の時期に作者自身の意志で終わらせるのだから、二度と『剣心』を描かない」と約束していたが、後に刊行された完全版のフリートークでは「剣心の物語は終わったけど、クリエイターとして本気で描きたい、いいものが描けると確信できて、なおかつ話が来たときはまた描くかもしれない」と答えている。2012年には実写映画版の公開を記念し、本編の前日談となる特別読切『るろうに剣心 -明治剣客浪漫譚- 第零幕』（週刊少年ジャンプ2012年38号）が掲載。また、2016年には京都編の5年後を描く番外編『-るろうに剣心・異聞- 明日郎 前科アリ』（ジャンプSQ.2016年12月号・2017年1月号）が掲載された。後に『北海道編』の連載が決定し、『明日郎 前科アリ』の続きとしてスタートした。このためコミックス1巻では、『明日郎 前科アリ』も収録されている。
作者の別作品『GUN BLAZE WEST』および『エンバーミング』では、本作品と同一世界であることが暗示されている。前者は打ち切られなければ本作品の登場人物である相楽左之助の登場が考えられていたこと、後者は『るろうに剣心 -明治剣客浪漫譚- 第零幕』の登場人物が『エンバーミング』の登場人物の遠縁と明かされている。
「ジャンプ暗黒期」と言われた1990年代後半のジャンプを支えたことで知られる。「ジャンプ黄金期」といわれた1994年の連載開始時は『ドラゴンボール』、『SLAM DUNK』、『幽☆遊☆白書』が連載中だったが、開始直後に『幽☆遊☆白書』、翌年に『ドラゴンボール』、さらに翌年『SLAM DUNK』が立て続けに終了し、本作品が強引に看板作品となった。この件について、作者は近年の取材において「ふがいないというか悔しい思いがあった」とし、「少年漫画の王道ではないんです。本来だったら、いわゆる「看板」を背負うような作品ではないのは確か」としつつ、「せめてこのままジャンプが沈んでいかないよう「次につなげたい」という気持ちで作品を描いていました。だからこそ、『ONE PIECE』の登場でジャンプが復活したのはうれしかった」と回顧している。その一方で、当時の編集部から「あの時期『るろ剣』がなければ、ジャンプはもっと復活が遅くなっていた」と言われ嬉しかったとも発言している。

### 日本国外での展開
アメリカではアニメの劇場版およびOVAが、剣心の頬の十字傷に由来する『Samurai X』の題で発表された。翻訳版が刊行されているブラジルなどの諸外国では、『Samurai X』を正式な題名表記にしている国もある。このネーミングは作者も気に入っており、後の連載作品『武装錬金』に登場する武装錬金の名前として使用している。

### 完全版
2006年7月から2007年5月にかけて毎月2巻ずつ、全22巻の完全版が刊行された。新書判の単行本に未収録であった『弥彦の逆刃刀』および番外『春に桜』も収録。
表紙は描き下ろし。カバー下にはその巻の表紙の人物を再デザインおよび、設定し直す企画「剣心再筆」が掲載。口絵が花札になっており、基本的に表紙の人物が描かれている。
奇数巻の初版にはチラシ「るろうに短信」が付属。その月に発売された巻の表紙を飾る人物の解説と、和月伸宏作品の登場人物をゲストに呼んだ企画「月刊和月」が掲載されている。17巻 - 20巻の初版は小冊子として新書版掲載の「FREE TALK」を収録した『時事随想拾遺』、「登場人物製作秘話」を収録した『設定秘話拾遺』がそれぞれ上下巻で付属される。これは元々予定がなかったが、ファンからの要望が多く、またそれまでの完全版の売れ行きも好調だったことから予算もできたために決まった。
完全版完結後には、完全版と同じ装幀ガイドブックとして『剣心皆伝 るろうに剣心 -明治剣客浪漫譚-』が刊行された（2007年6月）。

### キネマ版
『るろうに剣心 -キネマ版-』は、『ジャンプSQ.』において2012年6月号から2013年7月まで連載。一から剣心の物語を紡ぎ直す、著者自身によるセルフリメイクともいえる作品になっている。なお、『るろうに剣心』は二度と描かないと担当編集者・佐々木尚と約束していたが、その佐々木から「実写映画が決まったのだから、もう一度『るろうに剣心』を描いてもいいのではないか」と提案され、和月自身も機会があれば描いてみたいと考えていたことからこれらの連載が実現した。
大まかな構成は本編連載開始前に作者が想定していた、「30週で連載終了した場合」のストーリーが基になっている。登場人物の設定にもアレンジが加えられており、完全版の「剣心再筆」のデザインも一部取り入れられた。元になったシナリオは作者が実写映画版の際に提出した没案であり、実写映画版の漫画化ではないが武田観柳には香川照之のイメージがフィードバックされている。
キネマ版の案に至るまでには、本編で実現しなかった北海道編や、弥彦と緋村剣路・明神心弥を主役とした後日談が考えられたが、それぞれ「本編の後の剣心の話はこれ以上描きようがない」「続編としては有りだが、剣心の話ではない」との理由で没になった。
ジャンプ・コミックスのタイトルは『るろうに剣心 -特筆版-』。上巻には『るろうに剣心 -明治剣客浪漫譚- 第零幕』も掲載されている。

## あらすじ・構成
幕末に「人斬り抜刀斎」として恐れられた伝説の剣客、緋村剣心。明治維新後は「不殺」（ころさず）を誓い、流浪人として全国を旅していた。神谷薫との出会いや、同じ激動の時代を生き抜いた宿敵たちとの戦いを通じて、贖罪の答えと新たな時代での生き方を模索していく。

### 本編
東京編
物語の序盤（テレビアニメ化の際に便宜的に付けられた名称）。主に剣心と薫・弥彦・左之助の出会いなど。単行本ではエピソードごとに「斬左編」「黒笠編」「恵編」「雷十太編」とされている。アニメでは、オリジナルストーリーとして「真紅の海賊編」が加わる。
京都編
政府に恨みを持つ、志々雄真実一派の武力による明治政府転覆を阻止する物語。戦いの場は京都と指定されたため、剣心たち一行も東京を離れ現地に活動拠点を置くこととなる。「斎藤一編」（単行本での名称）は東京が舞台であるが、『剣心華伝』では京都編のエピソードとされている。
人誅編
剣心が人斬り抜刀斎として剣を揮っていた幕末時代に、姉・雪代巴（抜刀斎の妻）を殺された雪代縁を中心に、抜刀斎への復讐を目的に集まった六人の同志たちとの私闘を描いた物語。「人誅」とは、「天が裁かぬならば自分たちが裁く」という意味であり「天誅」から変化した造語。
この中で剣心が語る過去の話は、のちに『るろうに剣心 -明治剣客浪漫譚- 追憶編』のタイトルでOVA化された。

### 北海道編
人誅編が終了した後にも連載が続いていたら、「北海道編」なる構想があったことを明かしている。内容は北海道を舞台とし、剣心たちの仲間に宗次郎が加わり、さらに不二や安慈、永倉新八も登場する西部劇テイストの話になる予定だった。描かれなかった理由は、「剣心のドラマは人誅編で既に終わっているから」とのこと。2012年のキネマ版連載時も「読者が一番求めているのはわかっているが、剣心の物語はこれ以上描けない」と没になったが、2016年3月ごろから本格的に北海道編の準備をし2017年10月号から連載開始した。ストーリー協力・黒碕薫。
薫の父・越路郎の生存を知り北海道へ向かった剣心たちと、北海道各地で実検戦闘を標榜し破壊活動を行う剣客兵器を名乗る集団との戦いを描く。

### 番外編
るろうに -明治剣客浪漫譚-
同名タイトルが2作存在する。1作目は『週刊少年ジャンプ』1992年ウィンタースペシャルに掲載。2作目は『週刊少年ジャンプ』1993年21・22合併号に掲載。両作とも本編連載前の読み切り作品。
第1作目は作者自身が「パイロット版」というように現行本編と設定が異なり、恵と薫と弥彦がきょうだいとなっている。単行本・完全版に収録。
2作目は明治10年に東京に立ち寄った剣心と不逞士族回天党の闘いを描く内容で、作者は「連載作品と話が繋がっていると考えてもらっていい」と発言している。連載本編にも同作のヒロイン来迎寺千鶴を登場させる案があったが、結局うやむやとなり、登場はしなかった。クライマックスで剣心がそれまでの飄々とした言動から豹変する際の台詞が、『週刊少年ジャンプ』掲載時と以降の単行本収録版で異なる。単行本・完全版・文庫版のいずれも第1巻に収録。コンビニ版には未収録。
番外『春に桜』
明治16年春。剣心たちは久しぶりに恵・蒼紫・操と再会し、花見を楽しむ。その場において蒼紫に依頼していた斎藤の近況調査報告を聞き、また外国を放浪中の左之助からの手紙も届き彼らの状況を耳にする。
公式ファンブック『剣心華伝』に掲載された後、完全版・文庫版最終巻にも収録された。
弥彦の逆刃刀
剣心から逆刃刀を受け継いだ弥彦が単身出稽古に赴いた先は、脱獄囚による立て籠りの真っ最中だった。かつて憧れ、追いかけ続けた男たちの跡を継ぎ、成長した弥彦の活躍を描く。
連載終了後、『週刊少年ジャンプ』2000年3・4合併号に掲載。完全版・文庫版最終巻に収録。コンビニ版13段にも収録。単行本未収録。
るろうに剣心 -明治剣客浪漫譚- 第零幕
本編開始の直前、横浜に訪れた剣心の活躍と、神谷道場に滞在することになったきっかけを描く。
『週刊少年ジャンプ』2012年38号に掲載。『るろうに剣心 -特筆版- 上巻』に収録。
炎を統べる -るろうに剣心・裏幕-
本編開始1年前の明治10年晩秋。京都編最大の敵・志々雄真実と、その愛人で当時吉原の花魁だった駒形由美の出会いを中心に、志々雄一派蜂起のエピソードを描く。
『ジャンプスクエア』2014年8月号と10月号の前後編に分けて掲載。ジャンプ・コミックスのタイトルは『るろうに剣心 裏幕 -炎を統べる-』。
-るろうに剣心・異聞- 明日郎 前科アリ
京都編から5年後。「賊」（志々雄一派）に身を置いていた少年・長谷川悪太郎は刑期を終えて出所するが、アジトの崩壊時に無限刃を持ち出していたため、「賊」の残党から追われることになる。同行していた井上阿爛の知人である由太郎に神谷道場を紹介された悪太郎は、残党壊滅後に門下生となる。
最終ページにて「るろうに剣心・異聞 改め るろうに剣心・北海道編 序幕 明日郎 前科アリ」と作品タイトルが改めて表記され、「北海道編」の序幕であることが明かされた。
『ジャンプスクエア』2016年12月号と2017年1月号の前後編に分けて掲載。『るろうに剣心 -明治剣客浪漫譚・北海道編-』第1巻に序幕「明日郎前科アリ」のタイトルで収録。

## 流派・武器
この作品には様々な流派が登場し、超人的な技を繰り出す。作者の和月自身が、剣劇対戦型格闘ゲーム『サムライスピリッツ』シリーズの大ファンであり、それらにある設定「超必殺技」を当作品でも「奥義」として反映させるなど、対戦型格闘ゲームの要素を取り入れている。
武器に関しては、作品の象徴でもある逆刃刀をはじめとした日本刀がほとんどだが、中には無敵鉄甲のような手甲や、斬鋼線のような紐もある。
飛天御剣流、逆刃刀もしくは登場人物一覧を参照

## 書誌情報
特記のない限り、全て著者は和月伸宏、発行は集英社。

### 漫画
- 『るろうに剣心 -明治剣客浪漫譚-』 〈ジャンプ・コミックス〉、全28巻
  1. 「剣心・緋村抜刀斎」1994年9月7日第1刷発行（9月2日発売[18]）、ISBN 4-08-871499-7
  2. 「人斬りふたり」1994年12月7日第1刷発行（12月2日発売[19]）、ISBN 4-08-871500-4
  3. 「動く理由」1995年2月8日第1刷発行（2月3日発売[20]）、ISBN 4-08-871503-9
  4. 「二つの結末」1995年4月9日第1刷発行（4月4日発売[21]）、ISBN 4-08-871504-7
  5. 「明治剣術模様」1995年6月7日第1刷発行（6月2日発売[22]）、ISBN 4-08-871505-5
  6. 「心配無用」1995年8月9日第1刷発行（8月4日発売[23]）、ISBN 4-08-871506-3
  7. 「明治十一年五月十四日」1995年10月9日第1刷発行（10月4日発売[24]）、ISBN 4-08-871507-1
  8. 「明治東海道中」1995年12月6日第1刷発行（12月1日発売[25]）、ISBN 4-08-871508-X
  9. 「京都到着」1996年2月7日第1刷発行（2月2日発売[26]）、ISBN 4-08-871509-8
  10. 「御剣の師弟」1996年4月9日第1刷発行（4月4日発売[27]）、ISBN 4-08-871510-1
  11. 「崩壊の序曲」1996年6月9日第1刷発行（6月4日発売[28]）、ISBN 4-08-872281-7
  12. 「京都大火」1996年9月9日第1刷発行（9月4日発売[29]）、ISBN 4-08-872282-5
  13. 「見事な夜」1996年12月7日第1刷発行（12月2日発売[30]）、ISBN 4-08-872283-3
  14. 「約束の時は今」1997年3月9日第1刷発行（3月4日発売[31]）、ISBN 4-08-872284-1
  15. 「巨人対超人」1997年5月6日第1刷発行（5月1日発売[32]）、ISBN 4-08-872295-7
  16. 「摂理」1997年7月9日第1刷発行（7月4日発売[33]）、ISBN 4-08-872296-5
  17. 「決着」1997年10月8日第1刷発行（10月3日発売[34]）、ISBN 4-08-872297-3
  18. 「十字傷はまだ有るか?」1997年12月9日第1刷発行（12月4日発売[35]）、ISBN 4-08-872298-1
  19. 「幻と現実」1998年2月9日第1刷発行（2月4日発売[36]）、ISBN 4-08-872515-8
  20. 「追憶」1998年5月6日第1刷発行（5月1日発売[37]）、ISBN 4-08-872551-4
  21. 「そして時代は流れ」1998年7月8日第1刷発行（7月3日発売[38]）、ISBN 4-08-872574-3
  22. 「三局の戦い」1998年9月7日第1刷発行（9月2日発売[39]）、ISBN 4-08-872601-4
  23. 「罪と罰の意識」1998年11月9日第1刷発行（11月4日発売[40]）、ISBN 4-08-872626-X
  24. 「ユメノオワリ」1999年2月9日第1刷発行（2月4日発売[41]）、ISBN 4-08-872668-5
  25. 「真実」1999年4月7日第1刷発行（4月2日発売[42]）、ISBN 4-08-872696-0
  26. 「男の背中」1999年7月7日第1刷発行（7月2日発売[43]）、ISBN 4-08-872732-0
  27. 「答」1999年9月8日第1刷発行（9月3日発売[44]）、ISBN 4-08-872758-4
  28. 「新たなる世代へ」1999年11月9日第1刷発行（11月4日発売[45]）、ISBN 4-08-872782-7
- 『るろうに剣心 -特筆版-』 〈ジャンプ・コミックス〉、全2巻
  1. 2012年9月9日第1刷発行（9月4日発売[46]）、ISBN 978-4-08-870509-5
  2. 2013年7月9日第1刷発行（7月4日発売[47]）、ISBN 978-4-08-870655-9
- 『るろうに剣心 -明治剣客浪漫譚- 完全版』 〈ジャンプ・コミックス〉、全22巻
  1. 2006年7月9日第1刷発行（7月4日発売[48]）、ISBN 4-08-874150-1
  2. 2006年7月9日第1刷発行（7月4日発売[49]）、ISBN 4-08-874151-X
  3. 2006年8月9日第1刷発行（8月4日発売[50]）、ISBN 4-08-874152-8
  4. 2006年8月9日第1刷発行（8月4日発売[51]）、ISBN 4-08-874153-6
  5. 2006年9月9日第1刷発行（9月4日発売[52]）、ISBN 4-08-874154-4
  6. 2006年9月9日第1刷発行（9月4日発売[53]）、ISBN 4-08-874155-2
  7. 2006年10月9日第1刷発行（10月4日発売[54]）、ISBN 4-08-874156-0
  8. 2006年10月9日第1刷発行（10月4日発売[55]）、ISBN 4-08-874157-9
  9. 2006年11月7日第1刷発行（11月2日発売[56]）、ISBN 4-08-874158-7
  10. 2006年11月7日第1刷発行（11月2日発売[57]）、ISBN 4-08-874159-5
  11. 2006年12月9日第1刷発行（12月4日発売[58]）、ISBN 4-08-874160-9
  12. 2006年12月9日第1刷発行（12月4日発売[59]）、ISBN 4-08-874161-7
  13. 2007年1月9日第1刷発行（1月4日発売[60]）、ISBN 978-4-08-874162-8
  14. 2007年1月9日第1刷発行（1月4日発売[61]）、ISBN 978-4-08-874163-5
  15. 2007年2月7日第1刷発行（2月2日発売[62]）、ISBN 978-4-08-874164-2
  16. 2007年2月7日第1刷発行（2月2日発売[63]）、ISBN 978-4-08-874165-9
  17. 2007年3月7日第1刷発行（3月2日発売[64]）、ISBN 978-4-08-874166-6
  18. 2007年2月7日第1刷発行（3月2日発売[65]）、ISBN 978-4-08-874167-3
  19. 2007年4月9日第1刷発行（4月4日発売[66]）、ISBN 978-4-08-874168-0
  20. 2007年4月9日第1刷発行（4月4日発売[67]）、ISBN 978-4-08-874169-7
  21. 2007年5月7日第1刷発行（5月2日発売[68]）、ISBN 978-4-08-874170-3
  22. 2007年5月7日第1刷発行（5月2日発売[69]）、ISBN 978-4-08-874171-0 ※「弥彦の逆刃刀」、「完全版後書き」、「春に桜」収録
- 『るろうに剣心 裏幕-炎を統べる-』 〈ジャンプ・コミックス〉、2014年10月3日発売[70]、ISBN 978-4-08-880259-6
- 『るろうに剣心 -明治剣客浪漫譚・北海道編-』 〈ジャンプ・コミックス〉、既刊9巻（2023年11月2日現在）
  1. 2018年9月4日発売[71]、ISBN 978-4-08-881324-0
  2. 2019年2月4日発売[72]、ISBN 978-4-08-881736-1
  3. 2019年8月2日発売[73]、ISBN 978-4-08-882032-3
  4. 2020年5月13日発売[74]、ISBN 978-4-08-882261-7
  5. 2020年12月4日発売[75]、ISBN 978-4-08-882478-9
  6. 2021年7月2日発売[76]、ISBN 978-4-08-882673-8
  7. 2022年5月2日発売[77]、ISBN 978-4-08-883085-8
  8. 2023年1月4日発売[78]、ISBN 978-4-08-883345-3
  9. 2023年11月2日発売[79]、ISBN 978-4-08-883596-9

- 『るろうに剣心 -明治剣客浪漫譚-』 〈集英社文庫〉、全14巻
  1. 2012年1月18日発売[80]、ISBN 978-4-08-619314-6
  2. 2012年1月18日発売[81]、ISBN 978-4-08-619315-3
  3. 2012年2月17日発売[82]、ISBN 978-4-08-619316-0
  4. 2012年2月17日発売[83]、ISBN 978-4-08-619317-7
  5. 2012年3月16日発売[84]、ISBN 978-4-08-619318-4
  6. 2012年3月16日発売[85]、ISBN 978-4-08-619319-1
  7. 2012年4月18日発売[86]、ISBN 978-4-08-619320-7
  8. 2012年4月18日発売[87]、ISBN 978-4-08-619321-4
  9. 2012年5月18日発売[88]、ISBN 978-4-08-619322-1
  10. 2012年5月18日発売[89]、ISBN 978-4-08-619323-8
  11. 2012年6月15日発売[90]、ISBN 978-4-08-619324-5
  12. 2012年6月15日発売[91]、ISBN 978-4-08-619325-2
  13. 2012年7月18日発売[92]、ISBN 978-4-08-619326-9
  14. 2012年7月18日発売[93]、ISBN 978-4-08-619327-6
- 『るろうに剣心 -明治剣客浪漫譚-』 〈集英社ジャンプリミックス〉、全13巻
  1. 「飛天御剣流…緋村抜刀斎!!」、ISBN 978-4-08-109809-5
  2. 「死闘!隠密御庭番衆!!」、ISBN 978-4-08-109817-0
  3. 「蘇る狼…新撰組･斎藤一!」、ISBN 978-4-08-109823-1
  4. 「剣心vs.志々雄真実!!(1)京都ヘ…!!」、ISBN 978-4-08-109830-9
  5. 「剣心vs.志々雄真実!!(2)奥義伝授…比古清十郎!!」、ISBN 978-4-08-109836-1
  6. 「剣心vs.志々雄真実!!(3)京都大火!奔れ天翔龍閃!!」、ISBN 978-4-08-109844-6
  7. 「剣心vs.志々雄真実!!(4)神速vs.縮地…天剣の宗次郎!!」、ISBN 978-4-08-109851-4
  8. 「剣心vs.志々雄真実!!(5)完全決着!!悪鬼炎に消ゆ」、ISBN 978-4-08-109857-6
  9. 「剣心幕末秘伝(1)人斬り抜刀斎誕生」、ISBN 978-4-08-109868-2
  10. 「剣心幕末秘伝(2)十字傷の追憶」、ISBN 978-4-08-109876-7
  11. 「剣心幕末秘伝(3)ユメノオワリ」、ISBN 978-4-08-109880-4
  12. 「剣心幕末秘伝(4)真実」、ISBN 978-4-08-109885-9
  13. 「剣心幕末秘伝(5)大団円!そして新たなる世代へ」、ISBN 978-4-08-109890-3

### ガイドブック・画集
- 『原典・るろうに剣心 -明治剣客浪漫譚- 剣心秘伝』 〈ジャンプ・コミックス デラックス〉、1996年7月9日第1刷発行（7月4日発売[94]）、ISBN 4-08-858882-7
- 『全史『るろうに剣心 -明治剣客浪漫譚-』 剣心華伝』1999年12月22日第1刷発行（12月15日発売[95]）、ISBN 4-08-782037-8
- 『るろうに剣心完全版ガイドブック 剣心皆伝』 〈ジャンプ・コミックス〉、2007年6月9日第1刷発行（6月4日発売[96]）、ISBN 978-4-08-874195-6
- 『るろうに剣心 ポケット画廊 -天然色絵巻-』 〈ジャンプ・コミックス〉、2012年8月9日第1刷発行（8月4日発売[97]）、ISBN 978-4-08-870578-1
- 『るろうに剣心 -明治剣客浪漫譚- 剣心華伝+剣心皆伝』 〈集英社ジャンプリミックス〉、ISBN 978-4-08-109896-5

### オーディオブック（書誌情報）
- 『るろうに剣心 -明治剣客浪漫譚-』
  - カセットブック 
    1. 1994年12月、ISBN 4-08-901110-8
    2. 1995年3月、ISBN 4-08-901116-7
    3. 1995年7月、ISBN 4-08-901122-1

  - CDブック
    1. 1994年12月、ISBN 4-08-901111-6
    2. 1995年3月、ISBN 4-08-901117-5
    3. 1995年7月、ISBN 4-08-901123-X

### 小説（書誌情報）
レーベルは全てジャンプ ジェイ ブックス。
- 和月伸宏（原作） / 静霞薫（小説） 『るろうに剣心 -明治剣客浪漫譚- 巻之一』1996年10月4日、ISBN 4-08-703051-2
- 和月伸宏（原作） / 静霞薫（小説） 『るろうに剣心 -明治剣客浪漫譚- 巻之二』1997年10月3日、ISBN 4-08-703063-6
- 和月伸宏（原作） / 室井ふみえ（キャラクターデザイン） / 安芸良（小説） 『るろうに剣心 -明治剣客浪漫譚- 島原編』1999年2月4日、ISBN 4-08-703077-6
- 和月伸宏（原作） / 黒碕薫（小説）『るろうに剣心 銀幕草紙変』2012年9月9日第1刷発行（9月4日発売[98]）、ISBN 978-4-08-703273-4

### 映画ノベライズ
- 和月伸宏（原作） / 藤井清美・大友啓史（脚本） / SOW（著）、〈ジャンプ ジェイ ブックス〉、全3巻
  - 『るろうに剣心』2014年7月4日発売[99]、ISBN 978-4-08-703322-9
  - 『るろうに剣心 京都大火編』2014年8月4日発売[100]、ISBN 978-4-08-703326-7
  - 『るろうに剣心 伝説の最期編』2014年9月16日発売[101]、ISBN 978-4-08-703330-4
- 和月伸宏（原作） / 大友啓史（脚本） / 田中創（著）、〈集英社オレンジ文庫〉、全2巻
  - 『るろうに剣心 最終章 The Final』2021年4月23日発売[102]、ISBN 978-4-08-680380-9
  - 『るろうに剣心 最終章 The Beginning』2021年6月4日発売[103]、ISBN 978-4-08-680387-8

### 関連書籍
- 『るろうに剣心 -明治剣客浪漫譚- 公式コミックアンソロジー』 2012年9月28日発売、ISBN 978-4-8342-3191-5
- 和月伸宏（原作） / 甲野善紀（解説）『るろうに剣心 -明治剣客浪漫譚- 語録』2014年7月22日第1刷発行（7月17日発売）、ISBN 978-4-08-720748-4
- 『「るろうに剣心」ジャンプ ベストバトルTOP10』2021年5月1日発売[104]、ISBN 978-4-08-102405-6
- 『るろうに剣心 magazine 令和七年 夏』2025年7月4日発売[105]、ISBN 978-4-08-102302-8

## 小説
集英社の〈ジャンプ ジェイ ブックス〉より発行。初期2冊は原作漫画をベースに小説化している。
るろうに剣心 -明治剣客浪漫譚- 巻之一
執筆は静霞薫。「月の世界へ」、「左之助と錦絵」を収録。「月の世界へ」はオリジナルストーリーとなっており、のちにテレビアニメ化された（79話 - 82話）。
るろうに剣心 -明治剣客浪漫譚- 巻之二
執筆は前作に続き静霞薫。「弥彦の闘い」「黒笠」を収録。
るろうに剣心 -明治剣客浪漫譚- 島原編
執筆は安芸良と室井ふみえ。テレビアニメのオリジナルストーリーである島原編（67 - 76話）を小説化したもの。
るろうに剣心 銀幕草紙変
執筆は黒碕薫。実写映画の脚本協力をした黒碕がその際用意した脚本をノベライズしたもの。キネマ版と同時期の執筆だがキネマ版や実写映画版とも内容は異なる。
その翳、離れがたく繋ぎとめるもの
単行本『るろうに剣心 裏幕 -炎を統べる-』に収録。執筆は黒碕薫。同作のエピソードを志々雄の腹心の部下である佐渡島方冶の視点から描く。
るろうに剣心
執筆はSOW。脚本は藤井清美、大友啓史。実写映画版のノベライズ作品。
るろうに剣心 京都大火編
執筆はSOW。脚本は藤井清美、大友啓史。実写映画第2作のノベライズ作品。
るろうに剣心 伝説の最後編
執筆はSOW。脚本は藤井清美、大友啓史。実写映画第3作のノベライズ作品。
るろうに剣心 最終章 The Final
執筆は田中創。脚本は大友啓史。実写映画第4作のノベライズ作品。
るろうに剣心 最終章 The Beginning
執筆は田中創。脚本は大友啓史。実写映画第5作のノベライズ作品。

## オーディオブック
1994年から1995年にかけて、カセットとコンパクトディスクでそれぞれ3巻が発売された。1996年から始まったテレビアニメにキャストは引き継がれていない（ただし、桜井智はテレビアニメでは巻町操役で出演している）。
主なキャストは以下の通り。
- 緋村剣心：緒方恵美
- 神谷薫：桜井智
- 明神弥彦：高山みなみ
- 相楽左之助：関智一
- 山県有朋：土師孝也
- 相楽総三：井上和彦
- 比留間喜兵衛：青野武
- 比留間伍兵衛：笹岡繁蔵
- 鵜堂刃衛：石塚運昇

## アニメ
1996年にテレビアニメ化。テレビアニメ放映中の1997年にはアニメ映画化もされた。また、テレビアニメ終了後には3作のOVAが制作されている。劇場版を除いた全ての作品で古橋一浩が監督を務めた。
2023年には原作者である和月伸宏が監修する、新規スタッフ・キャストによる再アニメ版が制作・放送。
テレビアニメ
1996年1月10日から1998年9月8日にかけてフジテレビ系列で放送された。全95話。原作にはない独自の設定や展開が多く盛り込まれており、ストーリーが若干改変された部分もある。アニメーション制作は当初、スタジオぎゃろっぷが担当していたが、第67話からはスタジオディーンに変更され、テレビアニメ終了後のOVAの制作にも携わる。
劇場版
るろうに剣心 -明治剣客浪漫譚- 維新志士への鎮魂歌
1997年12月20日に公開。監督は辻初樹。アニメーション制作はスタジオぎゃろっぷが担当。ソニー・ピクチャーズ エンタテインメント配給。
OVA
いずれもアニメーション制作はスタジオディーン。
るろうに剣心 -明治剣客浪漫譚- 追憶編
1999年に全4巻で発売。テレビアニメよりも前の話で、主人公剣心が“人斬り抜刀斎”になるまでの経緯を描いている。
るろうに剣心 -明治剣客浪漫譚- 星霜編
2001年に上下巻（全2巻）で発売。原作終了後の剣心の人生をその最期まで描いており、終始陰鬱とした内容となっている。
るろうに剣心 -明治剣客浪漫譚- 新京都編
2012年に前後編（全2巻）で発売。前後編共にメディア販売の前に劇場先行公開が行われた（前編の公開は2011年）。巻町操の視点から、原作の京都編をリメイク。

## 実写映画
『るろうに剣心』のタイトルで2012年8月25日に公開。監督は大友啓史、主演は佐藤健、制作・配給はワーナー・ブラザース映画。
続編である第2作『るろうに剣心 京都大火編』は2014年8月1日、同年9月13日には第3作『るろうに剣心 伝説の最期編』が連続公開された。
さらに続編である第4作『るろうに剣心 最終章 The Final』は2021年4月23日、同年6月4日には第5作『るろうに剣心 最終章 The Beginning』が連続公開された。

## 舞台
2016年2月から5月に、宝塚歌劇団雪組が「浪漫活劇 『るろうに剣心』」と題し舞台（ミュージカル）化、宝塚と東京で上演。主演は早霧せいな。脚本・演出担当は小池修一郎。
2018年10月から11月に、松竹/梅田芸術劇場主催・製作により東京と大阪で上演。前年に宝塚を退団した早霧が再び剣心役で主演した。

## ゲーム
アニメをベースとしたコンピュータゲームが5作発売されている。
るろうに剣心 -明治剣客浪漫譚- 維新激闘編
1996年発売。PlayStation専用ソフト。ジャンルは対戦型格闘ゲーム。
るろうに剣心 -明治剣客浪漫譚- 十勇士陰謀編
1997年発売。PlayStation専用ソフト。ジャンルはRPG。
るろうに剣心 -明治剣客浪漫譚- 炎上!京都輪廻
2006年発売。PlayStation 2専用ソフト。ジャンルはアクションアドベンチャー。
るろうに剣心 -明治剣客浪漫譚- 再閃
2011年発売。PlayStation Portable専用ソフト。ジャンルは対戦型格闘ゲーム。
るろうに剣心 -明治剣客浪漫譚- 完醒
2012年発売。PlayStation Portable専用ソフト。ジャンルは対戦型格闘ゲーム。